# Льодовикові розсипи
Льодовикові розсипи (рос. ледниковые россыпи, англ. glacial placers, нім. glaziale Seifen f pl, Gletscherseifen f pl) — розсипи, що виникають внаслідок руйнування (екзарації) рухомим льодовиком корінних джерел і дольодовикових алювіальних і схилових розсипів та подальшого захоплення скельних і пухких фрагментів, відторгнутих донною мореною. В останній і локалізуються льодовикові розсипи.
Процес формування льодовикових відкладів мало сприяє концентрації корисних компонентів і збереженню розсипів, що виникли, тому практичне значення мають льодовикові розсипи, просторово тісно пов'язані з багатими корінними джерелами і дольодовиковими розсипами. У морені талі води утворюють водно-льодовикові (флювіогляційні) розсипи. Корисні компоненти льодовикових розсипів: алмази, золото, платина, рідкіснометалічні мінерали, виробне каміння. Серед льодовикових розсипів відомі четвертинні і древні викопні (Бразилія, Болівія) розсипи.
Інші добре описані в технічній літературі приклади — це райони поблизу Брекенріджа та Ферплея в Колорадо, США.
Льодовикові розсипи невеликі за запасами, вміст у них цінних мінералів низький і промислове значення їх мале.